# Christophe Chenut
Christophe Chenut, nacido el 2 de octubre de 1962 en Boulogne-Billancourt (Altos del Sena), es un empresario francés. Fue director general del periódico francés L'Opinion desde su lanzamiento en mayo de 2013 hasta junio de 2015, antes de asumir el cargo de director general de las marcas Comptoir des Cotonniers y Princesse tam.tam (Fast Retailing/Uniqlo Group) y, posteriormente, de las agencias de modelos Elite World. 

## Biografía
Licenciado en la Universidad París-Dauphine en 1984 y con un MBA en la HEC Paris (promoción de 1986), se convirtió en redactor de la revista Création (Grupo Strategies). En 1987, creó la agencia de consultoría de marketing directo Directing con Xavier Romatet.
En 1993, vendió su empresa al grupo DDB para fusionarse con su filial de marketing directo Rapp Collins. Presidente de Rapp Collins Francia y luego de Rapp Collins Europa, en 2000 se convirtió en director general del grupo DDB Francia. En marzo de 2003, dejó DDB para asumir la dirección general del grupo L'Équipe (L'Équipe, L'Équipe TV, lequipe.fr, France Football, Vélo Magazine, ...).
Paralelamente a su carrera profesional, se convirtió en presidente del Stade de Reims en 1996. Durante su mandato, el club pasó de la CFA2 (temporada 1997-98) a la Ligue 2 (en 2002). Christophe Chenut se vio obligado a dejar la presidencia del club en mayo de 2004 por razones de incompatibilidad ética con sus nuevas funciones profesionales en L'Équipe.
Tras cinco años de fuerte desarrollo y diversificación, abandonó el grupo L'Équipe a finales de febrero de 2008 por "diferencias estratégicas", según el comunicado de prensa oficial. Si bien las actividades digitales se desarrollaron con fuerza, el diario L'Équipe experimentó una caída de circulación en 2007 después de cuatro años de fuerte crecimiento (con el punto culminante de la Copa del Mundo de Fútbol de 2006), al igual que el bisemanario France Football. En cuanto al semanario Rugby Hebdo, lanzado en 2006, se cerró después de la Copa del Mundo de 2007.
Christophe Chenut se convirtió entonces en director general del grupo de lujo Lacoste, a partir del 1 de abril de 2008. En enero de 2013, abandonó Lacoste durante la venta de la empresa que siguió al conflicto interno de la familia Lacoste.
En marzo de 2013, se unió al proyecto de Nicolas Beytout para lanzar un nuevo diario digital y en papel, que se lanzará en mayo de 2013: L'Opinion, del que fue responsable de su lanzamiento y gestión durante dos años y medio.
A principios de 2016 y tras un breve paso por el grupo Fast Retailing (Uniqlo, Comptoir des Cotonniers, Princesse tam tam) y al frente de Elite World, se concentró en sus actividades de consultoría, emprendimiento y marketing. inversión a través de su empresa Christophe Chenut Conseil SAS.
En este contexto, ha invertido en varias empresas, incluida la compra de la marca “Inés de La Fressange”, junto a Fabrice Boé, en LAPSA (alimentos para mascotas) o Socceroof (fútbol sala en Estados Unidos)... También es presidente del Consejo de Supervisión de Hopscotch Groupe y miembro del Consejo de Administración del Grupo SMCP (Sandro, Maje, Claudie Pierlot).
En cuanto a sus mandatos en el ámbito del fútbol, fue consejero del Paris Saint-Germain F.C. de 2009 a 2011. Dejó este mandato cuando el Club fue comprado por Qatar. Luego se convirtió en accionista y consejero del Evian-Thonon-Gaillard FC hasta principios de 2015, cuando vendió sus acciones al mismo tiempo que una treintena de otros accionistas minoritarios. De 2017 a 2020 es administrador del Stade Rennes Football Club y desde enero de 2021 del Lille OSC.
En 2018, es autor del libro « Ingérables» (Cómo gestionar sus talentos en los negocios) y desde marzo de 2020 es presidente de Dauphine Alumni, la asociación de antiguos alumnos de la Universidad Dauphine.